# 中 (掛川市)
中（なか）は、静岡県掛川市にある大字。

## 地理
静岡県掛川市の南部に位置する。合併前の旧大東町においては東部に位置していた。南北に細長い形状の大字である。北や南西の一部に山林がみられるが、それ以外のほとんどを平地が占めている。全域に宅地や農地が広がっているが、南には工場なども見受けられる。中央には田ヶ池が水を湛えている。
大字としての住所表記では「中」と記されるが、集落としては「毛森」、「田ヶ谷」、「公文」、「下方」、「高塚」の5つに大別されている。掛川市の自治区としては毛森と田ヶ谷は睦三区に属しているのに対して、公文と下方と高塚は中区に属している。そのため、自治区としての中区の範囲は、大字として「中」と住所表記される範囲とは全く異なっている。
また、大字としての「中」は、町村制施行後の中村の村域に含まれているが、大字としての「中」の範囲は旧中村よりも大幅に狭くなっている。

### 湖沼
- 田ヶ池[8]

## 歴史
大字として「中」と呼ばれている地は、もともとは自然村である遠江国城東郡の毛森村
、公文村
、下方村、および、海戸村の一部であった。内山真龍の『遠江国風土記伝』によれば、当時の石高は毛森村が635石6斗3升9合、公文村が622石6斗2升8合、下方村が536石3斗9升、海戸村が545石2斗5升6合であった。また、下方村については満勝寺の寺田が25石とされている。この毛森村の全域、公文村の全域、下方村の全域、および、海戸村の一部が、のちの大字としての「中」に該当する。海戸村、下方村、公文村、毛森村は1875年（明治8年）に合併することになり、新たに中村が発足した。
その後、町村制の施行に伴い、中村の大部分は西之谷村、大石村、川久保村の一部と合併することになり、新たな中村が発足した。一方、中村の一部は下土方村、入山瀬村、今滝村、上土方村、川久保村の大部分と合併することになり、新たに土方村が発足した。その結果、町村制が施行された1889年（明治22年）時点では、この地は静岡県城東郡中村の一部となっていた。1956年（昭和31年）に中村は城東村に編入された。その後、海戸の一部が小笠町に割譲されることになり、1958年（昭和33年）に海戸の一部は城東村から小笠町に編入された。
その後の度重なる市町村合併を経て、2005年（平成17年）4月よりこの地は掛川市の一部となった。

### 沿革
- 1871年 - 城東郡が静岡県に移管。
- 1871年 - 城東郡が浜松県に移管。

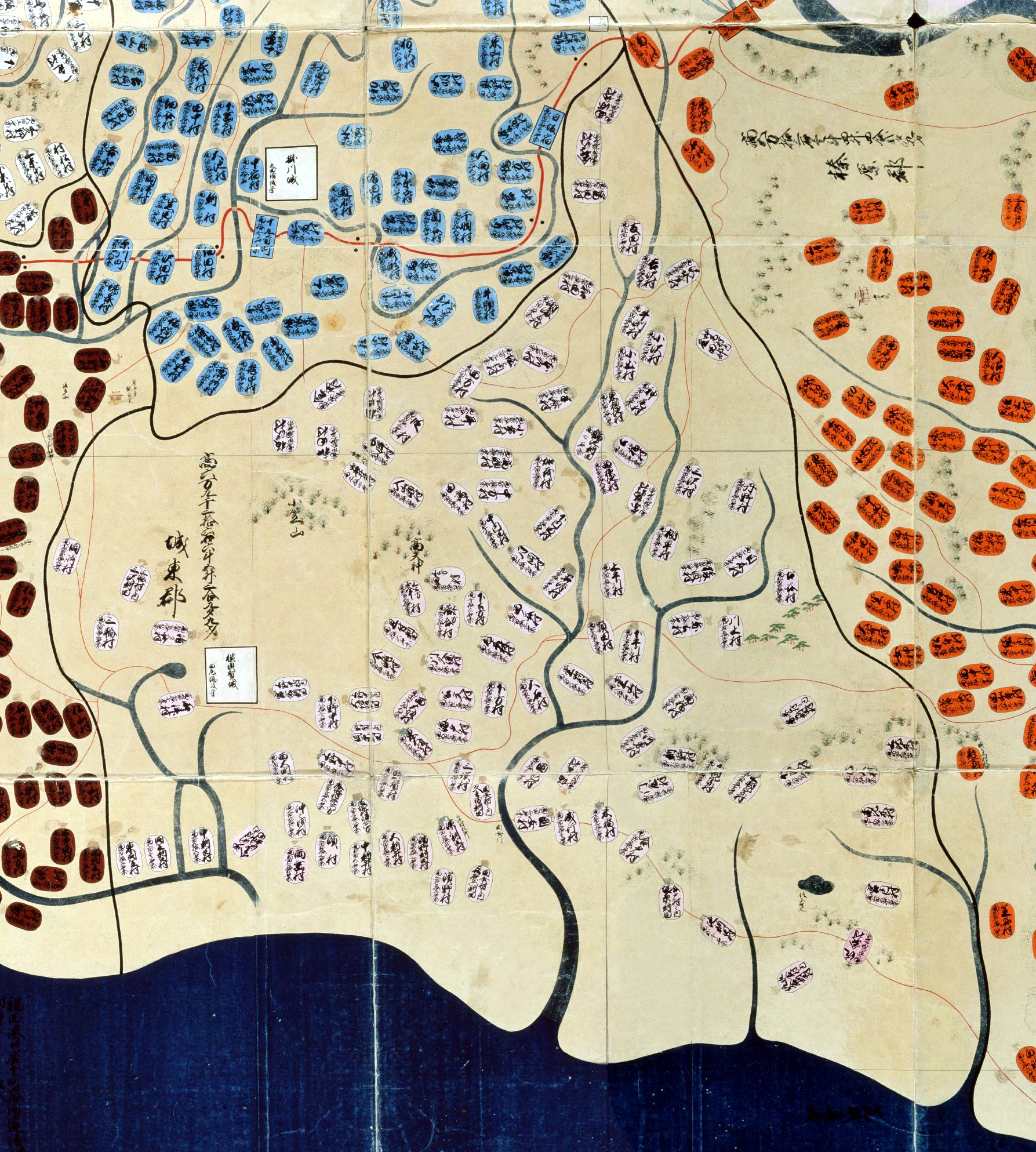
江戸時代に描かれた「遠江國」（『天保國繪圖』天保9年）。城東郡の村は薄桃色で示されており「毛森村」、「公文村」、「下方村」、「海戶村」がみえる

- 1875年 - 浜松県城東郡海戸村、下方村、公文村、毛森村が合併して中村を設置。
- 1876年 - 城東郡が静岡県に移管。
- 1889年 - 静岡県城東郡西之谷村、大石村、中村の大部分、川久保村の一部が合併して中村を設置。
- 1896年 - 静岡県佐野郡、城東郡が合併して小笠郡を設置。
- 1956年 - 静岡県小笠郡中村を城東村に編入。
- 1958年 - 静岡県小笠郡城東村海戸の一部を小笠町に編入。
- 1973年 - 静岡県小笠郡大浜町、城東村が合併して大東町を設置。
- 2005年 - 静岡県掛川市、小笠郡大東町、大須賀町が合併して掛川市を設置。

## 世帯数と人口
2024年（令和6年）11月末日現在の世帯数と人口は以下の通りである。
| 大字 | 世帯数  | 人口   |
| ---- | ------- | ------ |
| 中   | 753世帯 | 1763人 |

## 事業所
2021年（令和3年）現在の事業所数と従業員数は以下の通りである。
| 大字 | 事業所数 | 従業員数 |
| ---- | -------- | -------- |
| 中   | 86事業所 | 976人    |

## 小・中学校の学区
公立小・中学校に通う場合、学区は以下の通りとなる。
| 番地 | 小学校           | 中学校             |
| ---- | ---------------- | ------------------ |
| 全域 | 掛川市立中小学校 | 掛川市立城東中学校 |

## 交通

### 道路
- 静岡県道69号相良大須賀線
- 静岡県道251号袋井小笠線

## 施設

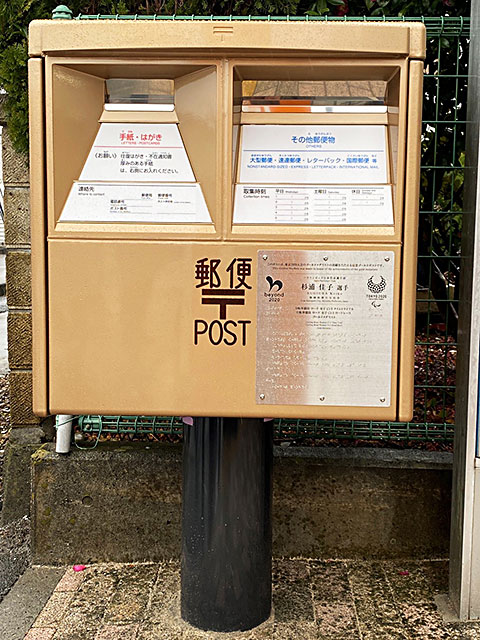
中村郵便局のポスト

- 中地区コミュニティ防災センター[17]
- 公文公会堂[5]
- 下方公会堂[6]
- 毛森集会所[3]
- 高塚農事集会所[7]
- 中村郵便局[18]
- 掛川市消防団大東第六分団[19]
- 掛川市立中小学校[20]
- 小笠高等職業訓練校[21]

## 史跡
- 火ヶ峰砦
- 中村砦

## その他

### 郵便
- 郵便番号：437-1405[2]（集配局：遠江大東郵便局）

### 警察
警察の管轄区域は以下の通りである。
| 番地 | 警察署     | 交番・駐在所 |
| ---- | ---------- | ------------ |
| 全域 | 掛川警察署 | 大東交番     |

### 消防
消防の管轄区域は以下の通りである。
| 番地 | 消防署・分署 | 消防団分団   |
| ---- | ------------ | ------------ |
| 全域 | 南消防署     | 大東第六分団 |

### 註釈
1. ↑  今日では「遠江国風土記伝」と表記するのが一般的であるが、1900年に発行された『逺江國風圡記傳』では「逺江國風圡記傳」との表記を用いているため、同書に関する出典表記はそれに倣った。